# Верцьохи
Верцьохи (пол. Wierciochy) — село в Польщі, у гміні Рачки Сувальського повіту Підляського воєводства.
Населення — 140 осіб (2011).
У 1975-1998 роках село належало до Сувальського воєводства.

## Демографія
Демографічна структура станом на 31 березня 2011 року:
|          | Загалом | Допрацездатний вік | Працездатний вік | Постпрацездатний вік |
| -------- | ------- | ------------------ | ---------------- | -------------------- |
| Чоловіки | 77      | 15                 | 52               | 10                   |
| Жінки    | 63      | 13                 | 41               | 9                    |
| Разом    | 140     | 28                 | 93               | 19                   |